# Bernsdorf (Chemnitz)
Bernsdorf, Chemnitz-Bernsdorf – dzielnica miasta Chemnitz w Niemczech, w kraju związkowym Saksonia. 